# Użytki leśne
Użytki leśne są to płody leśne i różne dobra materialne pozyskiwane z lasu, wykorzystywane do zaspokojenia potrzeb człowieka. Jedne z nich nadają się do bezpośredniego użycia inne są surowcami do dalszego przerobu. Użytki leśne są przedmiotem zainteresowania nauki o użytkowaniu lasu. Właściwością użytków leśnych jest ich pochodzenie biologiczne, w związku z czym mogą być odtwarzane (reprodukowane) w lesie w procesie  biosyntezy, dzięki czemu zasoby ich - przy racjonalnej gospodarce leśnej – są niewyczerpalne, choć ograniczone.
Użytki leśne dzieli się na:
- główne, zwane również drzewnymi, obejmują sortymenty drewna okrągłego i wyroby drzewne, pozyskiwane ze ściętych drzew, zarówno z części nadziemnych, jak i podziemnych; lub drzewa na pniu jeśli są one zbywane w tej formie przez gospodarstwo leśne. Pozyskiwanie drewna było i jest podstawowym celem materialnej produkcji leśnej.
Ze względu na rodzaj użytkowania, użytki główne dzieli się na:
  - użytki przedrębne,
  - użytki rębne.
- uboczne, zwane są niekiedy niedrzewnymi, obejmują dużą i niejednorodną grupę bogactw leśnych, których ilość zmienia się zależnie od potrzeb człowieka oraz zdobytej wiedzy o ich przydatności. Ze względu na ich właściwości, sposoby pozyskania i zużycia wyróżnia się kilka grup użytków leśnych ubocznych. Podstawowym podziałem ubocznych użytków leśnych jest podział ze względu na pochodzenie:
  - pochodzenia roślinnego- żywice, gumy, kora,  listowie, owoce leśne, grzyby jadalne, zioła lecznicze i przemysłowe, choinki itp,
  - pochodzenia zwierzęcego - produkty łowiectwa i pszczelarstwa leśnego, ślimaki, jedwabnictwa uprawianego w związku z lasem (jedwab).
  - kopaliny - torf, żwir, glina itp.

Użytki uboczne pozyskiwane są ze stanu naturalnego, niektóre wytwarzane są również w plantacjach, farmach i półuprawach. Wartość użytków ubocznych polega głównie na ich specyficznych i niezastąpionych właściwościach. Owoce leśne zawierają naturalne i łatwo przyswajalne związki mineralne i organiczne, witaminy oraz ciała czynne, nadające im niezwykłe wartości odżywcze, smakowe i zdrowotne. Grzyby są cenione dla swych wartości smakowych. Poważnym źródłem pożywienia była kiedyś dziczyzna. Wartość jadalnych produktów leśnych jest szczególnie doceniana obecnie, gdyż - jak dotychczas - są one wytworem  naturalnego środowiska. Doniosłe znaczenie mają również zioła lecznicze i farmaceutyczne. Duże znaczenie gospodarcze mają żywice, które przerabiane są na kalafonię, terpentyny i produkty ich przerobu. Uboczne użytki leśne zwiększają zakres produkcji gospodarstwa leśnego i przyczyniają się do intensyfikacji produkcji.